# Diaphus impostor
Diaphus impostor és una espècie de peix de la família dels mictòfids i de l'ordre dels mictofiformes.

## Hàbitat
És un peix marí i d'aigües tropicals que viu fins als 140 m de fondària.

## Distribució geogràfica
Es troba a Indonèsia i Austràlia.